# Doe-gezelschap
Een doe-gezelschap of doe-groep, ook wel 'partij' genoemd of geschreven als 'du', is een van oorsprong 18e-eeuws Surinaams dansgezelschap dat een rollenspel opvoert onder begeleiding van muziek. 
Een 'doe' is een voorstelling met stereotype figuren en scherpe, sociaal/politiek geëngageerde teksten, gecombineerd met dansmuziek in de banjastijl. Eén of enkele malen per jaar werd een Doe-feest gehouden, dat verscheidene dagen kon duren.

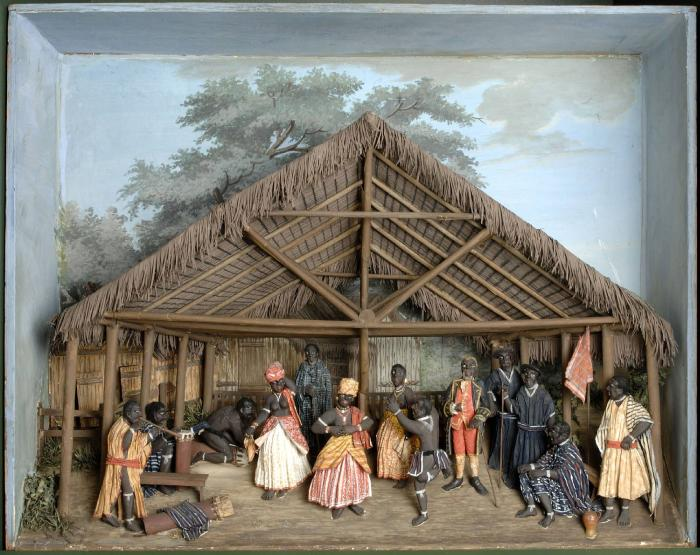
Diorama van een 'slavendanstafereel' of Du, Gerrit Schouten, Wereldmuseum Amsterdam, 1819

De Surinaamse kunstenaar Gerrit Schouten (1779-1839) maakte begin 19e eeuw diorama's met scènes uit de plantagekolonie, waaronder Doe-gezelschappen. Dit in opdracht van kolonisten die een aandenken mee terug wilden nemen naar Nederland.

## Personages
In bijgaand diorama zien we in een grote open hut in totaal dertien musicerende, dansende of toekijkende mensfiguren. Van links naar rechts: een man met een lange gele schouderdoek, die een fluit (de "loango tou-tou") bespeelt; achter hem een man met blauw-witte schouderdoek en een hoge staande trom en een man met tussen zijn benen een grote liggende trom. In het midden achteraan staat een man met blauw-witte kleding, steunend op een stok. Op de voorgrond drie dansende vrouwen en één man; de vrouwen dragen wijde rokken, hoofddoeken en sieraden. Rechts achterin een man in een rijkelijk versierd 18e-eeuws kostuum zonder de bijbehorende steek maar wel met schoenen aan (hetgeen in het dagelijkse leven voor slaven verboden was). Hij speelt de rol van 'de koning'. Daarnaast twee mannen in lange donkere kleding met platte hoeden; zij zijn oude slaven of oppassers. Geheel rechts vooraan een zittende en een staande man met lange schouderdoeken over hun gewaad.
Doe-gezelschappen gaven voorstellingen waarin meestal personages uit de plantagewereld werden opgevoerd, maar ook wel personages daarbuiten. Voorbeelden zijn de Sisi (ceremonieleidster), de Aflaw (flauwvalster) en de Datra (dokter).
Een latere vorm van dit toneelspel, van na de afschaffing van de slavernij, was de laku, met personages als de Koeli (Hindoestaan), de Koeli Konsro (Britse consul) en de Snesi (Chinees). Doordat de banjapartijen leidden tot onderlinge twisten, werden deze gezelschappen verboden.

## Doe-theater
De doe-gezelschappen inspireerden Thea Doelwijt en Henk Tjon in de naamgeving van hun gezelschap, het Doe-theater, waarmee zij tussen 1973 en 1983 optraden. In hun theaterstukken brachten zij eveneens maatschappijkritische stukken.